# دانشگاه کشاورزی و فناوری توکیو
دانشگاه کشاورزی و فناوری توکیو (به ژاپنی: 東京農工大学, Tōkyō Nōkō Daigaku)، یک دانشگاه ملی ژاپن است که مقر آن در فوچو، توکیو است.